# فريد حق
وُلد فريد حق (بالإنكليزية: Fareed Haque) في شيكاغو عام 1963، لأب باكستاني وأم تشيلية، وسافر حول العالم خلال طفولته مع والديه، فقضى وقتاً في إسبانيا وفرنسا وإيران، بالإضافة إلى باكستان وتشيلي، وفي عام 1981 حصل على منحة لتعلم العزف على الإيتار من جامعة شمال تكساس، حيث تدرّب على غيتار الجاز، لكنه غادر في السنة التالية لتعلم الإيتار الكلاسيكي في جامعة نورثويسترن، حيث التحق بمجموعة هاورد ليفي لموسيقا الجاز روك، وتعرف من خلالها على عازف الساكسفون الكوبي باكيتو دي ريفيرا، والذي أصبح صديقه ومرشده طوال عمره.

## أوائل ألبوماته
في أواخر ثمانينيات القرن العشرين، عرّف ريفيرا فريد حق على ستينغ، والذي كان قد أسس شركة تسجيل بانجيا حديثاً، فسجّل حق ألبومين لصالح هذه الشركة، هما «أصوات تتعالى» و«مانريسا» (Manresa)، وقام بجولات موسيقية مع ستينغ، كما سجل ألبوماً بعنوان «الجلالة» (Majestad) لشركة وورنر بروس تضمن كلاً من جون باتيتوتشي، وليني كاسترو، وراسل فيرانتي، ومايكل لاندو وكارلوس فيغا، ولكنه لم يصدر.
بعد ذلك وقّع عقداً مع شركة بلو نوت للتسجيلات، وسجّل الألبومات المنفردة «الإدمان المقدّس»، و«معتم»، و«ديجا فو»، كما تشارك مع جافون جاكسون بثلاثة ألبومات، وكذلك عزف مع كل من جوي كالديرازو، وجو هندرسون، وبوب جيمس، وهربي مان، وكاساندرا ويلسون.

## مجموعات متنوعة
في جامعة نورثويست، كان حق فرداً من «شيفير»، وهي فرقة موسيقية لاتينية، وعزف في ألبومهم «لمّ الشمل» (Reunion) مع عازف الترامبيت الكوبي آرتورو ساندوفال، وعازف البيانو البنمي دانيلو بيريز، وكذلك مع عازف الإيقاع القادم من بورتو ريكو جيوفاني هيدالغو. وانضم لفرقة «زاوينل سينديكيت» (Zawinul Syndicate) لموسيقا الجاز روك بعدما عرّفه بوب بيلدن، وهو منتج في شركة بلو نوت، على جو زاوينل، وضمّت هذه الفرقة المغني الأرمني آرتو تونكبويسيان، وعازف الطبل باكو سيري من ساحل العاج، وعازف غيتار البيس الأمريكي مات غاريسون.
كما كان حق فرداً من فرقة «ساميت» (Summit) الهندية لموسيقا الجاز روك، والتي قادها عازف الساكسفون جورج بروكس، وتضمنت عازف الطبلة الهندي زاكر حسين.
وفي عام 2001 أسس حق فرقة كراج محل (Garaj Mahal) الموسيقية التي عزفت مزيجاً ارتجالياً من الجاز، والروك والفانك تطوّر من الخلفية الموسيقية لأفراد الفرقة، وتضمنت هذه الفرقة عازف غيتار البيس الألماني كاي إيكهارت. وجالت الفرقة في أنحاء الولايات المتحدة الأمريكية لعشر سنوات، مُطلقة عدة ألبومات، وفي عام 2007 حازت على جائزة موسيقية مستقلة، وبعد سنتين أطلقت مجلة غيتار بليير على حق لقب أفضل عازف غيتار في العالم.
وأثناء التسجيل لفرقة كراج محل، اكتشف فريد حق غيتار الموغ والموسيقا الإلكترونية، وشكّل فرقة اسمها «ماثغيمز»، بعد ذلك أنشأ فرقة «ذا فلات إيرث» على سبيل الاكتشاف لأصوله الهندية.
وبفضل ما ورثه عن والديه، كبر حق منصتاً للموسيقا الهندية والباكستانية، كما يشير إلى تأثره بفرقة «شاكتي» (Shakti) التي قادها جون ماكلوغلين، وألبومها «العناصر الطبيعية» عام 1977.
كما سجّل حق ألحاناً مشتركة مع غوران إيفانوفيتش، والذي سُميت موسيقاه أحياناً بالجاز البلقاني، إذ وُلد إيفانوفيتش في يوغوسلافيا سابقاً لأب صربي وأم كرواتية، رغم أنه نشأ، مثل حق، في شيكاغو، فعزف الاثنان على الإيتار الكلاسيكي في تسجيلاتهما الثنائية «ألحان البلوز المقدونية» عام 2003، و«الزوارق السبعة» عام 2004.

## الموسيقا الكلاسيكية
كتب حق «كونشيرتو لاهارا المزدوج» للإيتار، والسيتار والطبلة، وعزفه عام 2004 مع أوركسترا سيمفونية شيكاغو الصغيرة، وعازف الطبلة الأستاذ زاكر حسين.
كما ألّف «كونشيرتو غاميلان» كمقطوعة غيتار كلاسيكي بتكليف من فرقة «فولكروم بوينت» (Fulcrum Point Ensemble)، وأحيا حفلاً موسيقياً برفقة أوركسترا شيكاغو الفلهارمونية، عزف فيه كونشيرتو الإيتار الخاص بكل من هيتور فيلا لوبوس وأرانخويز. وفي عام 1988، عينته جامعة شمال إلينوي مدرساً لموسيقا غيتار الجاز والإيتار الكلاسيكي، كما أنه يقدّم دروساً تفاعلية للإيتار عبر الإنترنت.

## الدسكوغرافيا
- أصوات تتعالى (بانجيا للتسجيلات عام 1988)
- مانريسا (بانجيا للتجسيلات عام 1989)
- الإدمان المقدّس (بلو نوت للتسجيلات عام 1993)
- مبهم (بلو نوت للتسجيلات عام 1995)
- ديجا فو (بلو نوت للتسجيلات عام 1997)
- فريد حق يعزف ألحان الإيتار الكلاسيكي (عام 2000)
- الشاعر (The Poet) عام 2000
- ألحان البلوز المقدونية (بروتيوس للتسجيلات عام 2003)
- الزوارق السبعة (بروتيوس للتسجيلات عام 2004)
- الغيتارات الخارقة، مع فرانك فينيولا عام 2004
- العناق الكوني (Cosmic Hug) ماغناتود للتسجيلات عام 2005
- الكوكب المسطّح (Flat Planet) مع فرقة ذا فلات إيرث (آول للتسجيلات عام 2009)
- من العدم (Out Of Nowhere) مع بيلي هارت وجورج مراز (ميدان شارلستون عام 2013)
- فرضية الافتتان (Trance Hypothesis) ديلمارك للتسجيلات عام 2013

من أعماله مع «كراج محل»:
- الإصدارات المباشرة I،II ،III (هارمونايزد عام 2000)
- موندو كراج (هارمونايزد عام 2003)
- كهف التوت البري (Blueberry Cave)، هارمونايزد عام 2005
- ووت (w00t)، آول للتسجيلات عام 2008
- المزيد أيها السيد اللطيف (More Mr. Nice Guy)، آول للتسجلات عام 2010

مع باكيتو دي ريفيرا:
- تيكو! تيكو! (تشيسكي عام 1989)
- هافانا كافيه (تشيسكي عام 1992)

## روابط خارجية
- فريد حق على موقع ميوزك برينز (الإنجليزية)
- فريد حق على موقع أول ميوزيك (الإنجليزية)
- فريد حق على موقع ديسكوغز (الإنجليزية)